# 1681
1681 (MDCLXXXI) a fost un an obișnuit al calendarului gregorian, care a început într-o zi de luni.

## Nașteri
- 14 martie: Georg Philipp Telemann, compozitor, multi-instrumentist și scriitor german (d. 1767)
- 26 iunie: Hedvig Sophia a Suediei, Ducesă de Holstein-Gottorp (d. 1708)
- 19 iulie: Henrietta Godolphin, Ducesă de Marlborough (d. 1733)

## Decese
- 25 mai: Pedro Calderón de la Barca  (n. 1600)
- 17 august: Nikon al Moscovei patriarh (n. 1605)
- 28 iunie: Marie Angélique de Scorailles  (n. 1661)
- 7 ianuarie: Magdalene Sibylle de Saxa-Weissenfels  (n. 1648)
- 17 noiembrie: Tito Livio Burattini  (n. 1617)
- dată necunoscută: Fatima Soltan  (n. ?)
- dată necunoscută: Diego Quispe Tito pictor peruan (n. 1611)